# NorthernBlues Music

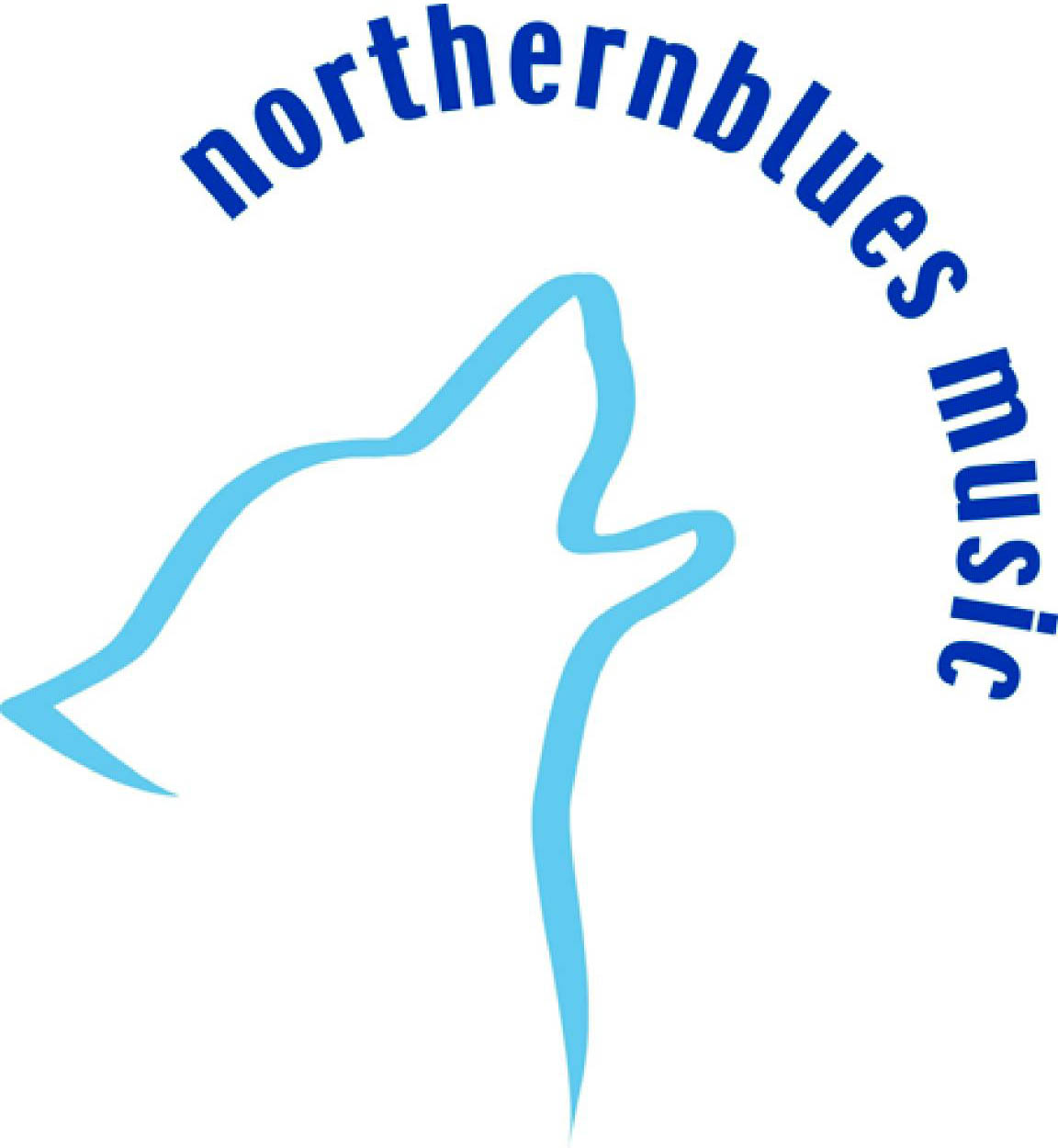
Logo

NorthernBlues Music is een onafhankelijk Canadees platenlabel, gespecialiseerd in blues. Het label werd in 2001 opgericht door Fred Litwin en is gevestigd in Toronto. Artiesten die op het label uitkwamen zijn onder meer Carlos del Junco, Doug Cox, Eddie Turner, Homemade Jamz Blues Band, Mem Shannon, Paul Reddick, Watermelon Slim en Zac Harmon.